# Solatopupa psarolena
Solatopupa psarolena é uma espécie de gastrópode  da família Chondrinidae.
Pode ser encontrada nos seguintes países: França e Itália.